# Brian Lewis
Brian Lewis (Estados Unidos, 5 de diciembre de 1974) es un atleta estadounidense, especializado en la prueba de 4 x 100 m, en la que llegó a ser campeón del mundo en 1999 y campeón olímpico en Sídney 2000.

## Carrera deportiva
En el Mundial de Sevilla 1999 ganó el oro en los relevos 4 x 100 m, con un tiempo de 37.59 segundos, por delante de Reino Unido y Brasil, siendo sus compañeros de equipo: Tim Montgomery, Jon Drummond y Maurice Greene.
Y en las Olimpiadas de Sídney 2000 nuevamente ganó el oro, por delante de Brasil y Cuba.